# Rhodinia verecunda
Rhodinia verecunda är en fjärilsart som beskrevs av Inoue 1984. Rhodinia verecunda ingår i släktet Rhodinia och familjen påfågelsspinnare. Inga underarter finns listade.